# Elodea potamogeton
Elodea potamogeton là một loài thực vật có hoa trong họ Hydrocharitaceae. Loài này được (Bertero) Espinosa mô tả khoa học đầu tiên năm 1927.